# Cantio antiqua
Cantio antiqua je pěvecký sbor z České republiky.

## Historie
Smíšený komorní sbor Cantio antiqua založili pod uměleckým vedením sbormistra Petra Nejedlého koncem 80. let členové zaniklého studentského sboru Cantus semper vivus, který vedla prof. Věra Jankovičová při gymnáziu Budějovická v Praze 4. V současném složení vystupuje Cantio antiqua asi od roku 2014.

## Zaměření
Cantio antiqua se orientuje převážně na renesanční a raně barokní polyfonní hudbu. Repertoár souboru tvoří až osmihlasá vokální díla světská i duchovní autorů italských, francouzských, anglických, německých, španělských a polských; samostatnou část repertoáru pak představují skladby vánoční, které podávají průřez této hudby v Čechách od počátku 15. století až po tvorbu skladatelů raného baroka.

## Obsazení
Komorní obsazení souboru Cantio antiqua (tři soprány, mezzosoprán, dva alty, dva tenory a dva basy) umožňuje přiblížit se dobové interpretační praxi, kdy každý hlas byl prováděn třeba jen jedním zpěvákem či instrumentalistou. Cantio antiqua příležitostně spolupracuje s instrumentalisty – hráči na dobové nástroje.

## Diskografie
- (1997) Vetera sed aurea[1]
- (2006) Puer nobis nascitur[2]
- (2010) Písně polské renesance[3]
- (2019) Amor vittorioso[4]